# Воробьёв, Алексей Петрович
Воробьёв Алексей Петрович (род. 30 марта 1950, Вышневолоцкий район, Калининская область) — российский государственный деятель, председатель Правительства Свердловской области (1996—2007).

## Биография
После окончания института был распределён на Кировградский медеплавильный завод (Кировград Свердловской области), работал слесарем, механиком, начальником отделения, старшим механиком, заместителем начальника и начальником сернокислотного цеха завода.
В 1982 году перешёл на работу в Кировградский горисполком на должность заместителя председателя. С 1986 года работал в аппарате Свердловского облисполкома: заместитель заведующего, затем заведующий организационно-инструкторским отделом. Осенью 1991 года, при формировании Администрации Свердловской области, был назначен директором Департамента главы администрации Свердловской области (фактически — управляющий делами администрации). С этого времени Воробьёв стал считаться одним из наиболее близких соратников главы администрации области Эдуарда Росселя. После отставки последнего в ноябре 1993 года, Воробьёв покинул администрацию области. В течение нескольких месяцев он работал директором департамента социальной политики Ассоциации экономического взаимодействия областей и республик Уральского региона, которую возглавлял Россель. После избрания Росселя председателем Свердловской областной думы (в апреле 1994 года), Воробьёв был назначен руководителем аппарата думы.
В августе 1995 года Эдуард Россель победил на выборах губернатора области, и в новом составе правительства области, сформированном в октябре, Воробьёв занял должность 1-го заместителя председателя. В апреле 1996 года председатель правительства Валерий Трушников был со скандалом уволен со своего поста, и в мае Воробьёв стал новым председателем Правительства Свердловской области. В октябре того же года Трушников восстановился в должности через суд, однако через несколько дней добровольно сложил с себя полномочия.
Возглавлял правительство области более 11 лет, кандидатура Воробьёва часто рассматривалась средствами массовой информации в качестве преемника Эдуарда Росселя. В апреле 2004 года был избран секретарём регионального политсовета Свердловского отделения партии «Единая Россия».
18 июня 2007 года Воробьёв был уволен с должности «по состоянию здоровья» и в течение двух лет находился вне поля зрения средств массовой информации. В июле 2009 года он был назначен генеральным директором ЗАО «РЕНОВА-СтройГруп-Академическое» — дирекции по строительству Академического района Екатеринбурга. В июле 2015 А.П. Воробьев покинул пост генерального директора ЗАО "РСГ-Академическое", оставшись на посту председателя совета директоров. В 2018 году Алексей Петрович уступил этот пост Виктору Киселеву, оставшись членом совета директоров АО СЗ "РСГ-Академическое" (входит в ГК "КОРТРОС").

## Награды
- Орден «За заслуги перед Отечеством» III степени (2005).
- Орден «За заслуги перед Отечеством» IV степени (2000).
- Орден Почёта (1996).
- Почётный гражданин Свердловской области (2007).
- Знак отличия «За заслуги перед Свердловской областью» III степени (2006).